# Ashoknagar (distrikt)
Ashoknagar är ett distrikt i Indien.   Det ligger i delstaten Madhya Pradesh, i den centrala delen av landet, 500 km söder om huvudstaden New Delhi. Antalet invånare är 845 071.
Följande samhällen finns i Ashoknagar:
- Ashoknagar
- Chanderi
- Mungaolī
- Isāgarh